# James Woods
James Howard Woods (født 18. april 1947) er en Oscar-nomineret, amerikansk filmskuespiller.

## Udvalgt filmografi
- Once Upon a Time in America (1984)
- Salvador (1986)
- JFK (1991)
- Chaplin (1992)
- Casino (1995)
- Nixon (1995)
- Ghosts of Mississippi (1996)
- Vampires (1998)
- Any Given Sunday (1999)
- Generalens datter (1999)
- Scary Movie 2 (2001)
- Stuart Little 2 (2002)
- Be Cool (2005)